# Ján Vodila
Ján Vodila (* 5. března 1961 Prešov, Československo) je bývalý československý hokejový útočník. Reprezentoval Československo na jednom mistrovství světa. Trojnásobný mistr ligy.

## Hráčská kariéra
S hokejem začínal v rodném městě v Prešově. Jako mladý hráč byl velice úspěšný, reprezentoval Československo postupně na třech šampionátech za sebou, v roce 1979 na ME juniorů, v letech 1980 a 1981 na MS juniorů. Výsledkem byla jedna zlatá medaile a titul pro Mistry Evropy v kategorii do 18 let. Díky prokázané herní kvalitě jeho první ligové zápasy se neodehrály na rodném Slovensku, ale rovnou v pražské Spartě, kde vydržel 2 sezóny. Poté následovala základní vojenská služba a dvě sezóny v jihlavské Dukle. Poté následoval přestup na východ republiky, do týmu HC Košice, kde prožil nejvydařenější část své hokejové kariéry. Tým Košic tehdy v lize kraloval a získal dva mistrovské tituly.
Po otevření hranic i Ján Vodila si vyzkoušel zahraniční angažmá, pro něho však již bylo pozdě, kariéru zakončil v nižších soutěžích Finska a Itálie.
Za československou reprezentaci odehrál 42 zápasů, ve kterých vstřelil 2 góly.

## Trenérská kariéra
Po skončení aktivní kariéry zůstal jako mnoho jiných úspěšných hráčů u hokeje a věnuje se trenérské práci. Např. v průběhu roku 2004 z pozice asistenta přestoupil na pozici hlavního trenéra u týmu MHK Spartak Dubnica, kde vystřídal Jána Šimčíka. V sezóně 2007–2008 působil jako hlavní trenér u MHK SkiPark Kežmarok, který vyhrál 1. hokejovou ligu a postoupil do nejvyšší hokejové soutěže na Slovensku Slovnaft extraligy. V sezóně 2011–2012 je hlavním trenérem týmu HK Dukla Michalovce, kam přešel od týmu prvoligových juniorů HKm Humenné.